# Ампер
Ампе́р (русское обозначение: А; международное: A) — единица измерения силы электрического тока в Международной системе единиц (СИ), одна из семи основных единиц СИ. В амперах измеряется также магнитодвижущая сила и разность магнитных потенциалов (устаревшее наименование — ампер-виток): магнитодвижущая сила 1 ампер (ампер-виток) — это такая магнитодвижущая сила, которую создаёт замкнутый контур, по которому протекает ток, равный 1 амперу. Кроме системы СИ, ампер является единицей силы тока и относится к числу основных единиц в системе единиц МКСА.
Ток в один ампер равен одному кулону в секунду.

## Определение
16 ноября 2018 года на XXVI Генеральной конференции мер и весов было принято новое определение ампера, основанное на использовании численного значения элементарного электрического заряда. Формулировка, вступившая в силу 20 мая 2019 года, гласит:

Ампер, обозначение А (A), есть единица электрического тока в SI. Он определяется путем принятия фиксированного числового значения элементарного заряда e равным 1,602176634 × 10−19 при выражении в единице Кл, что соответствует А с, где секунда определяется через {\displaystyle \Delta \nu _{\mathrm {Cs} }.}

{\displaystyle \Delta \nu _{\mathrm {Cs} }} — частота излучения, соответствующего переходу между двумя сверхтонкими уровнями основного состояния атома цезия-133.

## История

### Происхождение
Единица измерения, предложенная на 1-м Международном конгрессе электриков (1881 г., Париж) и принятая на Международном электрическом конгрессе (1893 г., Чикаго), названа в честь французского физика Андре Ампера. Она была первоначально определена как одна десятая единицы тока системы СГСМ (эта единица, известная в настоящее время как абампер или био, определяла ток, создающий силу в 2 дины на сантиметр длины между двумя тонкими проводниками на расстоянии в 1 см).

### Международный ампер
В 1893 году было принято определение единицы измерения силы тока как тока, необходимого для электрохимического осаждения 1,118 миллиграммов серебра в секунду из раствора нитрата серебра. Предполагалось, что величина единицы при этом не изменится, однако оказалось, что она изменилась на 0,015 %. Эта единица стала известна как международный ампер.

### Определение 1948 года
Определение ампера, предложенное Международным комитетом мер и весов в 1946 году и принятое IX Генеральной конференцией по мерам и весам (ГКМВ) в октябре 1948 года, гласит:

Ампер — сила неизменяющегося тока, который при прохождении по двум параллельным прямолинейным проводникам бесконечной длины и ничтожно малой площади кругового поперечного сечения, расположенным в вакууме на расстоянии 1 метр один от другого, вызвал бы на каждом участке проводника длиной 1 метр силу взаимодействия, равную 2⋅10−7 ньютона.

Таким образом, фактически было возвращено изначальное определение.
Из этого определения ампера следовало, что магнитная постоянная {\displaystyle \mu _{0}} равна {\displaystyle 4\pi \times 10^{-7}} Гн/м или, что то же самое, {\displaystyle 4\pi \times 10^{-7}} Н/А² точно. Это утверждение становится понятным, если учесть, что сила взаимодействия двух расположенных на расстоянии {\displaystyle d} друг от друга бесконечных параллельных проводников, по которым текут токи {\displaystyle I_{1}} и {\displaystyle I_{2}}, приходящаяся на единицу длины, выражается соотношением:
{\displaystyle F={\frac {\mu _{0}}{4\pi }}{\frac {2I_{1}I_{2}}{d}}.}
После того, как в 1983 году было изменено определение метра (с 1960 года оно было привязано к длине волны определённого излучения атома криптона-86, а в 1983 стало определяться как расстояние, которое свет проходит за определённое время) и стало фиксированным (то есть точно определённым) значение скорости света c, фиксированным стало в результате и значение электрической постоянной ε0, поскольку ε0μ0 по определению равно 1/c2 :
{\displaystyle \varepsilon _{0}={\frac {1}{4\pi c^{2}}}\times 10^{7}} м/Гн {\displaystyle ={\frac {1}{4\pi \times \ 299792458^{2}\times 10^{-7}}}} Ф/м ≈ 8,85418781762039 × 10−12 Ф·м−1.
Однако определение ампера, принятое в 1948 году, оказалось трудным для реализации, и в качестве практической реализации эталона ампера с 1980-х годов стали использоваться квантовые приборы, которые привязывали с помощью закона Ома ампер к вольту и ому (1 А = 1 В / 1 Ом), а те, в свою очередь, реализовывались с помощью эффекта Джозефсона и квантового эффекта Холла как определённые зависимости от постоянной Планка h и элементарного заряда e. Поэтому фиксация численных значений постоянной Планка (требуемая в первую очередь для переопределения килограмма) и элементарного заряда позволила ввести новое определение ампера, привязанное к значениям фундаментальных констант.

### Определение 2019 года
В 2018 году на 26-й ГКМВ было принято и на следующий год вступило в силу нынешнее определение ампера (при этом старое определение ампера, действовавшее с 1948 года, отменено). Величина ампера не изменилась при смене определения. Однако изменение определения привело к тому, что указанные выше выражения для магнитной и электрической постоянных μ0 и ε0 перестали быть точными, а стали выполняться лишь численно (но с огромной точностью) и подлежат экспериментальному измерению. Относительная стандартная неопределённость μ0 и ε0 равна относительной стандартной неопределённости величины α (постоянной тонкой структуры), а именно 2,3 × 10−10 на момент принятия резолюции 2018 года.

## Кратные и дольные единицы
В соответствии с полным официальным описанием СИ, содержащемся в действующей редакции Брошюры СИ (фр. Brochure SI, англ. The SI Brochure), опубликованной Международным бюро мер и весов (МБМВ), десятичные кратные и дольные единицы ампера образуются с помощью стандартных приставок СИ. «Положение о единицах величин, допускаемых к применению в Российской Федерации», принятое Правительством Российской Федерации, предусматривает использование в России тех же приставок.
| Кратные                                               | Кратные     | Кратные     | Кратные     | Дольные  | Дольные     | Дольные     | Дольные     |
| величина                                              | название    | обозначение | обозначение | величина | название    | обозначение | обозначение |
| ----------------------------------------------------- | ----------- | ----------- | ----------- | -------- | ----------- | ----------- | ----------- |
| 101 А                                                 | декаампер   | даА         | daA         | 10−1 А   | дециампер   | дА          | dA          |
| 102 А                                                 | гектоампер  | гА          | hA          | 10−2 А   | сантиампер  | сА          | cA          |
| 103 А                                                 | килоампер   | кА          | kA          | 10−3 А   | миллиампер  | мА          | mA          |
| 106 А                                                 | мегаампер   | МА          | MA          | 10−6 А   | микроампер  | мкА         | µA          |
| 109 А                                                 | гигаампер   | ГА          | GA          | 10−9 А   | наноампер   | нА          | nA          |
| 1012 А                                                | тераампер   | ТА          | TA          | 10−12 А  | пикоампер   | пА          | pA          |
| 1015 А                                                | петаампер   | ПА          | PA          | 10−15 А  | фемтоампер  | фА          | fA          |
| 1018 А                                                | эксаампер   | ЭА          | EA          | 10−18 А  | аттоампер   | аА          | aA          |
| 1021 А                                                | зеттаампер  | ЗА          | ZA          | 10−21 А  | зептоампер  | зА          | zA          |
| 1024 А                                                | йоттаампер  | ИА          | YA          | 10−24 А  | иоктоампер  | иА          | yA          |
| 1027 А                                                | роннаампер  | РнА         | RA          | 10−27 А  | ронтоампер  | рнА         | rA          |
| 1030 А                                                | кветтаампер | КвА         | QA          | 10−30 А  | квектоампер | квА         | qA          |
| рекомендовано к применению применять не рекомендуется |             |             |             |          |             |             |             |

## Связь с другими единицами СИ
Если сила тока в проводнике равна 1 амперу, то за одну секунду через поперечное сечение проходит заряд, равный 1 кулону.
Разность потенциалов в 1 вольт на концах проводника с электрическим сопротивлением 1 ом создаёт в нём ток 1 ампер.
Если конденсатор ёмкостью в 1 фарад заряжать током 1 ампер, то напряжение на обкладках будет возрастать на 1 вольт каждую секунду.
Если изменять ток со скоростью 1 ампер в секунду в проводнике, имеющем индуктивность 1 генри, в нём создаётся ЭДС индукции, равная одному вольту.